# Marnah
 (juin 2017).
Marnah (persan : مرنه) est un village à l'ouest de la province d'Azerbaïdjan occidental en Iran. Lors du recensement de 2006, sa population était de 397 habitants répartis dans 58 familles.